# Томилов, Иван Александрович
Иван Александрович Томилов (23 февраля 1992, Бийск, Алтайский край) — российский биатлонист, неоднократный чемпион и призёр чемпионата России. Мастер спорта России (2011).

## Биография
Начал заниматься биатлоном в ДЮСШ Бийского района (с. Лесное), первый тренер — Геннадий Владимирович Жамин. С 2015 года выступает за Ханты-Мансийский автономный округ и параллельным зачётом за Алтайский край, тренируется у Н. Н. Князева, также тренировался под руководством В. С. Летуновского, С. А. Алтухова, С. И. Белозёрова, Э. М. Воробьева.
Вызывался в юниорскую сборную России, но в крупных международных соревнованиях не участвовал.
Первую медаль чемпионата России завоевал в 2015 году — стал бронзовым призёром в суперпасьюте. В 2017 году впервые стал чемпионом России, завоевав золото в командной гонке и гонке патрулей. В сезоне 2017/18 завоевал четыре медали чемпионата России, из них две золотые (командная гонка и эстафета).
Становился победителем чемпионата Уральского федерального округа, победителем соревнований на призы Олимпийских чемпионов Евгения Редькина и Юрия Кашкарова, победителем эстафеты на соревнованиях «Ижевская винтовка».